# Parathesis reflexa
Parathesis reflexa är en viveväxtart som beskrevs av T. S Brandegee. Parathesis reflexa ingår i släktet Parathesis och familjen viveväxter. Inga underarter finns listade i Catalogue of Life.